# Войцеховиці (Островецький повіт)
Войцеховиці (пол. Wojciechowice) — село в Польщі, у гміні Васнюв Островецького повіту Свентокшиського воєводства.
Населення — 116 осіб (2011).
У 1975-1998 роках село належало до Келецького воєводства.

## Демографія
Демографічна структура на день 31 березня 2011 року:
|          | Загалом | Допрацездатний вік | Працездатний вік | Постпрацездатний вік |
| -------- | ------- | ------------------ | ---------------- | -------------------- |
| Чоловіки | 56      | 11                 | 37               | 8                    |
| Жінки    | 60      | 14                 | 32               | 14                   |
| Разом    | 116     | 25                 | 69               | 22                   |